# Lassana Fané
Lassana Fané est un ancien footballeur international malien né le 11 novembre 1987 à Bamako. Il évoluait au poste de milieu défensif. Reconverti entraîneur, il évolue au poste d’adjoint au Djoliba AC.

## Biographie

### En club
Il commence sa carrière junior dans le club du Djoliba AC et rejoint l'équipe senior lors de la saison 2006. Après trois bonnes saisons avec le Djoliba AC, il est vendu au club soudanais d'Al Merreikh le 14 janvier 2009. 
Lors du mois de décembre 2010, il signe en faveur de l'équipe d'Al-Ittihad Tripoli. Il joue ensuite au Koweït, en Arabie saoudite, et au Maroc.
Il participe à la Ligue des champions d'Afrique et à la Ligue des champions d'Asie.

### En équipe nationale
Lassana Fané reçoit 12 sélections en équipe du Mali entre 2008 et 2010, inscrivant un but. Toutefois, seulement 11 sélections sont officiellement reconnues par la FIFA.
Il joue son premier match en équipe nationale le 19 août 2008, en amical contre le Gabon (victoire 1-0).
Il participe ensuite aux éliminatoires du mondial 2010, disputant à cet effet trois matchs, et inscrivant un but contre le Ghana en novembre 2009.
Il dispute par la suite la Coupe d'Afrique des nations 2010 organisée en Angola. Il joue trois matchs lors de cette CAN.

## Buts internationaux
| # | Date             | Lieu                             | Adversaire | Résultat | Compétition                       |
| - | ---------------- | -------------------------------- | ---------- | -------- | --------------------------------- |
| 1 | 15 novembre 2009 | Baba Yara Stadium, Kumasi, Ghana | Ghana      | 2-2      | Éliminatoires Coupe du monde 2010 |

## Palmarès
- Koweït SC
  - Finaliste de la Coupe de l'AFC en 2011

- Olympique de Khouribga
  - Vainqueur de la Coupe du Trône en 2015